# Fiertés
Pour les articles homonymes, voir Marche des fiertés.
Fiertés est une mini-série dramatique française en trois épisodes de cinquante minutes, créée et réalisée par Philippe Faucon diffusée le 3 mai 2018 sur le réseau Arte. Elle aborde l'homosexualité masculine en France, en suivant la vie d'un personnage à trois dates clés : en 1981-1982, lors de la dépénalisation de l'homosexualité, en 1999 lors de l'adoption du Pacs, et en 2013 lors de l'ouverture du mariage aux couples homosexuels.

## Synopsis
En 1981, à la veille de l'élection de François Mitterrand, Victor, le fils de Martine et Charles, a dix-sept ans. Il sort avec Aurélie mais il est attiré par Sélim, le fils du contremaître avec qui il travaille. Un jour, Charles, le chef du chantier, surprend Victor et Sélim ensemble sans qu'ils s'en rendent compte. Bouleversé, il ne dit rien, mais saisit la première occasion pour renvoyer Sélim, afin de l'éloigner de Victor. Charles finit par en parler au père de Sélim, et ce dernier décide de couper les ponts avec Victor. Victor se tourne alors vers un lieu de rencontres où il fait la connaissance d'un homme plus âgé, Serge.
Dix-huit ans plus tard, Victor vit avec Serge, qui est séropositif. Victor désire être père et se tourne vers l'adoption. Les célibataires peuvent adopter, mais les demandes émanant d'homosexuels sont systématiquement rejetées. Pour que son dossier soit accepté, Victor doit alors cacher sa vie avec Serge à l'enquêtrice sociale. Architecte, il revoit sur un chantier Sélim devenu contremaître. Sélim est marié avec Farah et père de deux enfants, mais il succombe à nouveau au charme de Victor, qui est en couple libre.
Quatorze ans après, le fils adoptif de Victor, Diego, est à présent un lycéen qui considère Serge comme son deuxième père. En butte à l'homophobie d'un de ses camarades, Diego est menacé d'être expulsé de l'établissement pour l'avoir frappé. Par ailleurs, il voit en cachette son grand-père, Charles, avec qui Victor est toujours en conflit. Diego souhaiterait que Serge et Victor puissent se marier, pour qu'on ne puisse plus nier son lien avec Serge. Il a le coup de foudre pour Noémie, qui est en première année de droit.

## Distribution

### 1981
- Frédéric Pierrot : Charles
- Emmanuelle Bercot : Martine
- Benjamin Voisin : Victor à 17 ans
- Sami Outalbali : Sélim à 17 ans
- Stanislas Nordey : Serge
- Lou Roy-Lecollinet : Aurélie à 17 ans
- Hafid Djemaï : le père de Sélim

### 1999
- Frédéric Pierrot : Charles
- Emmanuelle Bercot : Martine
- Stanislas Nordey : Serge
- Samuel Theis : Victor adulte
- Sophie Quinton : Aurélie adulte
- Nicolas Cazalé : Sélim adulte
- Phénix Brossard : Basile à 17 ans
- Chiara Mastroianni : l'enquêtrice sociale
- Loubna Abidar : Farah

### 2013
- Frédéric Pierrot : Charles
- Stanislas Nordey : Serge
- Samuel Theis : Victor
- Sophie Quinton : Aurélie
- Julien Lopéz : Diego
- Hugo Sire : Paul
- Rebecca Marder : Noémie
- Laura Renoncourt : Emma
- Jérémie Elkaïm : Pio
- Thomas Scimeca : Basile adulte
- Marilyne Canto : la directrice du lycée

## Production

### Développement
Le réalisateur Philippe Faucon a parlé du déclencheur du projet : « A l'origine de la série, il y a un étonnement face au moment de crispation de la société française devant l'adoption de la loi Taubira. Cinq ans après, je pense que plus personne ne la remet en question. La société française a fait peau neuve. » Les scénaristes José Caltagirone et Niels Rahou sont venus le voir avec un synopsis de douze pages et développent cette motivation : « On a eu l'idée de Fiertés après les événements de 2013 autour de la question du mariage pour tous. C'est quelque chose qui transcendait la sphère simplement publique et politique, mais c'est quelque chose qui était extrêmement violent personnellement pour beaucoup d'homosexuels de voir qu'une partie de la société était capable de s'élever, de protester, de perdre du temps à marcher dans la rue pour lutter contre des droits qui devraient être acquis à tous. Ce n'est pas une faveur que l'on fait aux LGBT, c'est juste leur donner les mêmes droits que tout le monde. »
Niels Rahou explique le choix du titre : « Etre militant c’est tenir la main de son mec dans la rue, c’est pouvoir embrasser la personne qu’on aime quand on veut sans avoir peur d’être jugé, c’est intervenir quand on entend des propos homophobes… […] C’est ne pas avoir honte d’être qui on est. C’est pour ça que la série s’appelle Fiertés. »
Philippe Faucon a expliqué sa démarche en entretien : « Fiertés raconte trente ans de combat pour les droits des homosexuels à travers le parcours de trois hommes mais ce n’est pas un film militant […] C’est aussi, et surtout, une très grande histoire d’amour, doublée d’une interrogation sur la filiation ». Lors du tournage, il déclarait : « Avec José Caltagirone et Niels Rahou, les deux jeunes scénaristes qui m'ont apporté le projet, nous avons surtout travaillé les sentiments qui les lient, les situations que la société, c'est-à-dire le regard des autres, complique. La dimension politique de la série passe avant tout par la revendication, l'affirmation, le prisme de l'intime. »

### Attribution des rôles
C'est la directrice de casting du film 120 battements par minute qui s'est occupée de la distribution des rôles pour cette mini-série. Les acteurs Frédéric Pierrot et Samuel Theis ont été convaincus par la qualité du scénario et par les personnages. La réalisatrice et actrice Emmanuelle Bercot a déclaré avoir accepté un petit rôle dans la série par curiosité, afin de voir comment travaille son confrère Philippe Faucon. L'acteur et metteur en scène Stanislas Nordey suit le travail de Philippe Faucon depuis plusieurs années. Des acteurs prestigieux comme Chiara Mastroianni et Jérémie Elkaïm font des apparitions pour des rôles ponctuels,.

### Tournage
La série est tournée à partir de mai 2017 et durant l'été de la même année, entre autres dans une maison de ville du 20e arrondissement de Paris. Le réalisateur explique que le temps de tournage réduit l'a poussé à gommer les temps morts du scénario. 
Il fait le choix de montrer la nudité masculine, sans idée de choquer : « Nous avons tourné des choses belles et naturelles, de mon point de vue ».

### Fiche technique
- Titre original : Fiertés
- Réalisation : Philippe Faucon
- Scénario : José Caltagirone, Philippe Faucon et Niels Rahou
- Décors : Sylvie Mesa Holodenko et Manuel Swieton
- Costumes : Isabelle Blanc
- Photographie : Laurent Fénart
- Son : Pascal Ribier
- Montage : Sophie Mandonnet
- Musique : Varda Kakon, Le vent nous portera interprété par Sophie Hunger
- Production : Joëy Faré
- Sociétés de production : Scarlett Production ; Arte France et 13 Productions (coproductions) ; SOFICA A+ Images (en association avec)
- Société de distribution : Arte France
- Pays d’origine :  France
- Langue originale : français
- Format : couleur
- Genre : drame
- Durée : 50 minutes
- Dates de première diffusion :
  - France : février 2018 (Festival des créations télévisuelles de Luchon) ; 26 avril 2018 (internet) ; 3 mai 2018 sur Arte

## Accueil

### Récompenses et distinctions
Fiertés est présenté au Festival des créations télévisuelles de Luchon en février 2018, où la presse le décrit comme l'événement du festival. Il y obtient le prix Pyrénées d'or de la meilleure mini-série.

### Diffusion
Les trois épisodes sont mis en ligne sur le site de la chaîne Arte à partir du 26 avril 2018 et peuvent être vus jusqu'au 15 mai 2018. À la télévision, ils sont programmés pour la soirée du 3 mai 2018.

### Critiques
Les Inrockuptibles saluent une « magnifique fiction » qui « s’attache avant tout à l’intime », notant que « le format propre à Arte du 3x52 minutes permet aux scénaristes de fabriquer une ossature sérielle claire et linéaire ». Ouest-France apprécie une mini-série qui « pose avec finesse et pudeur des questions qui restent pour beaucoup essentielles ». Pour Télérama, c'est « Un travail quasi documentaire – au prix d’une certaine froideur – et nécessaire ». Libération loue « l’extraordinaire direction d’acteurs », « cette sobre absence de jugement qui caractérise Faucon » et « l’utilisation habile de l’ellipse ». Pour Les Échos, « Remarquablement mis en scène et interprété […], « Fiertés » radiographie avec délicatesse l'histoire singulière d'un personnage qui s'inscrit dans les tumultes de son temps ». La Croix note que « Malgré quelques scènes assez crues, les comédiens sont filmés avec une grande pudeur et délicatesse ». 20 minutes y voit « Une minisérie poignante, subtile et sincère ». Pour Didier Roth-Bettoni, avec « cette série à la justesse et à la pertinence assez étonnantes », « on perçoit avec la force de l’évidence à quel point, dans chacune de nos histoires, le personnel et le collectif sont indissociables ».

### Audiences
Fiertés est diffusé le 3 mai 2018 à la télévision, en même temps qu'un match de football entre Salzbourg et Marseille. La mini-série rassemble 855 000 spectateurs et réalise 3,5 % de parts d'audience.